# Laura Hinojosa Reyes
Laura Hinojosa Reyes es una científica mexicana especializada en el área de química analítica. Es profesora investigadora en la Universidad Autónoma de Nuevo León (UANL). Su trabajo se centra en el desarrollo de procedimientos analíticos automatizados, uso de herramientas quimiométricas para el tratamiento de datos experimentales y proyectos interdisciplinarios. Acreedora de los Premios de Investigación en 2015 y 2016, otorgados por la UANL. En 2019 recibió el reconocimiento UANL Flama, Vida y Mujer en el ámbito de Docencia e Investigación.

## Trayectoria científica
En 1999 se graduó como licenciada en química por la Universidad de Guanajuato. Realizó una maestría en química con especialidad en química analítica en la misma universidad, obteniendo el grado en 2001. Posteriormente, se mudó a España para realizar sus estudios doctorales en la Universidad de Oviedo, y recibió el título de doctora en química analítica en 2006. Durante su tiempo en España, colaboró en una estancia de investigación en la Universidad de las Islas Baleares.
Realizó una estancia postdoctoral en el Laboratorio de Calidad del Aire en el Centro de Investigación y Asistencia en Tecnología y Diseño del Estado de Jalisco. De 2007 a 2009 colaboró como investigadora postdoctoral en el Departamento de Química y Bioquímica de la Universidad Duquense.
Desde 2009 se desempeña como docente e investigadora de la Facultad de Ciencias Químicas de la UANL. Es responsable técnico de proyectos de investigación SEP-CONACYT, PAICYT UANL Y PRODEP. Participa como asesora en los procesos de acreditación por el consejo nacional interinstitucionales para la evaluación de la educación superior mediante la actualización de la carrera de licenciado en química industrial. Imparte clases para los estudiantes de la licenciatura en química industrial, y química analítica ambiental para los estudiantes de posgrado.

### Líneas de investigación
Entre sus aportaciones en investigación y académicas se destaca su desarrollo de metodologías analíticas para estudiar el comportamiento de compuestos orgánicos y elementos traza en el medioambiente. También participa en proyectos que buscan abatimientos de contaminantes en efluentes de agua, empleando procesos avanzados de oxidación como la fotocatálisis heterogénea. Su equipo de trabajo hace uso de herramientas qumiométricas para el tratamiento de datos y el desarrollo de procedimientos analíticos de manera automática.
Una de sus investigaciones se enfoca en la contaminación del maíz a causa de arsénico. Para esto se realizan evaluaciones del suelo de cultivo a fin de identificar las condiciones en las que el arsénico del suelo se transfiere a la planta maíz.

## Premios y reconocimientos
En 2011 se integró del Sistema Nacional de Investigadores, donde ocupa el nivel 3 desde 2020. Además es miembro del comité de evaluadores acreditados de CONACYT en el área de biología y química. Es integrante de la Academia Mexicana de Ciencias desde 2020.
Su trabajo científico y trayectoria han sido premiados en varias ocasiones:
- Premio a la Mejor Tesis en Catálisis por la Academia de Catálisis en México
- 2012 a 2015: Reconocimiento Perfil Deseable, otorgado por la Secretaría de Educación Pública.
- 2015: Premio de Investigación, otorgado por la UANL. Por el uso de herramientas analíticas para evaluar la problemática de la contaminación del maíz a causas del arsénico.[4]
- 2016: Premio de Investigación, otorgado por la UANL. Por el desarrollo de sistemas automatizados de análisis para el fraccionamiento de arsénico en suelo agrícola y monitoreo de arsaénico bioaccesible en cereales.[5]
- 2019: Reconocimiento UANL Flama, Vida y Mujer 2019 en el ámbito de Docencia e Investigación. Por su trayectoria y liderazgo como investigadora y catedrática de química analítica[6][7]

## Producción científica
Es autora de casi 100 publicaciones científicas publicadas en revistas indexadas. Ha colaborado en la redacción de tres libros de divulgación científica, y dirigido múltiples tesis de licenciatura, maestría, y doctorado.
Entre sus publicaciones más destacadas se encuentran las siguientes:
- Determination of optimum operating parameters for Acid Yellow 36 decolorization by electro-Fenton process using BDD cathode. K Cruz-González, O Torres-López, A García-León, JL Guzmán-Mar, et al. Chemical Engineering Journal 160 (1), 199-206.
- Photocatalytic semiconductors. A Hernández-Ramírez, I Medina-Ramírez, et al. Springer International.
- Solar photocatalytic activity of TiO2 modified with WO3 on the degradation of an organophosphorus pesticide. NA Ramos-Delgado, MA Gracia-Pinilla, L Maya-Trevino, et al. Journal of hazardous materials 263, 36-44.
- Quantitative speciation of selenium in human serum by affinity chromatography coupled to post-column isotope dilution analysis ICP-MS. LH Reyes, JM Marchante-Gayon, JIG Alonso, A Sanz-Medel. Journal of Analytical Atomic Spectrometry 18 (10), 1210-1216.
- Determination of selenium in biological materials by isotope dilution analysis with an octapole reaction system ICP-MS. LH Reyes, JMM Gayón, JIG Alonso, A Sanz-Medel. Journal of analytical atomic spectrometry 18 (1), 11-16.